# Дюрок (порода свиней)

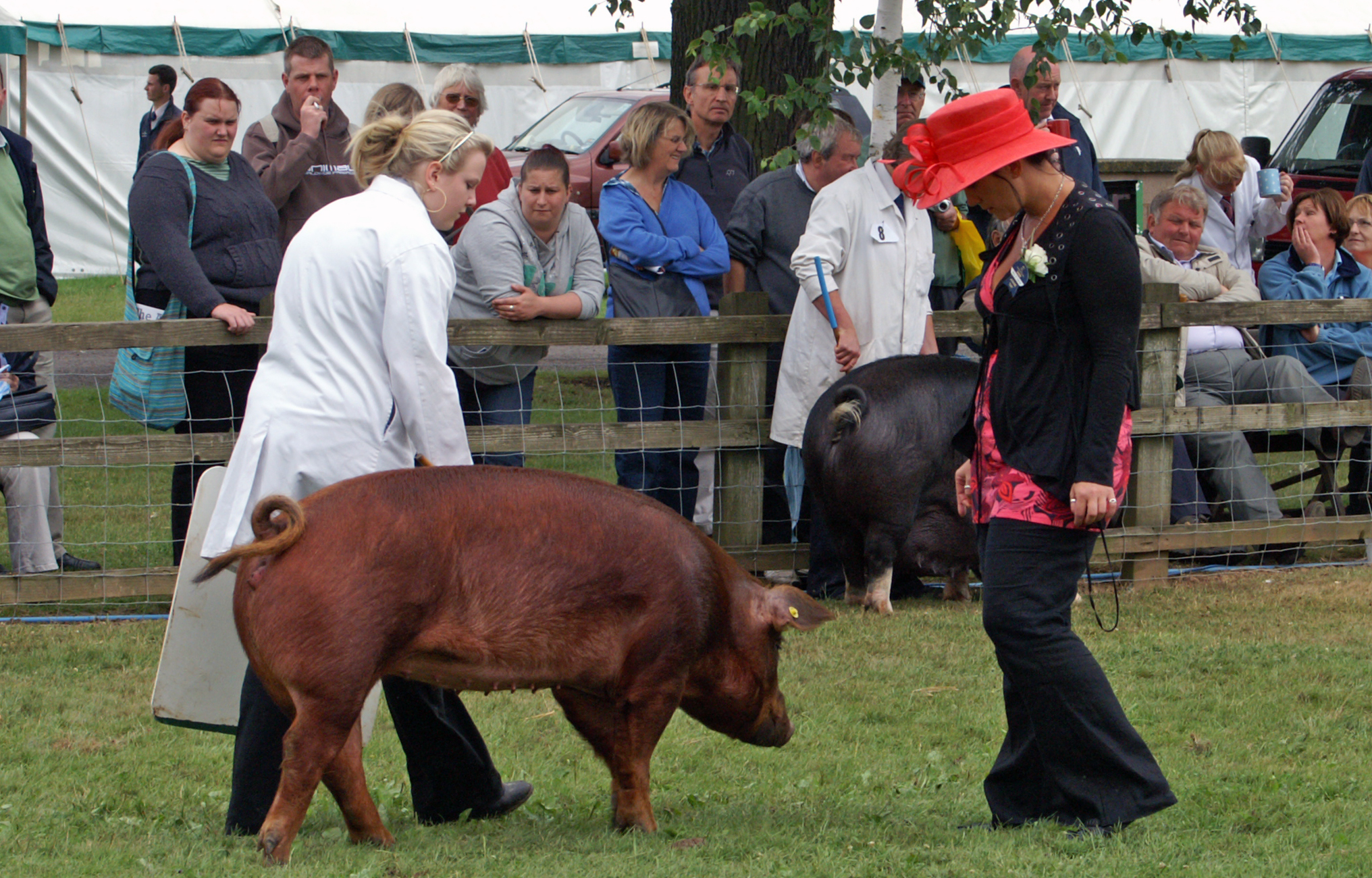
Свиноматка Дюрок на выставке в Англии

Порода Дюрок — старинная порода домашних свиней, выведенная в США, стала основой для множества смешанных пород. Свиньи красно-коричневого цвета, крупные, средней длины, мускулистые, с частично висячими ушами. Как правило, являются одной из наименее агрессивных пород свиней, выращиваемых на мясо.

## Происхождение
Порода, одна из нескольких пород свиней, выведенных в 1800 году в Новой Англии, произошла из Африки. По одной из теорий, свиньи были вывезены с побережья Гвинеи во время работорговли. Другое предположение состоит в том, что красный цвет произошел от беркширской свиньи из Британии, сейчас эта порода чёрного цвета, но в те времена была ржаво-коричневой. Возможно на породу повлияли четыре свиньи вывезенные из Испании и Португалии в 1837 году, хотя неясно, входили ли они в состав предков породы.
По одной из версий порода была названа в честь жеребца, принадлежащего Гарри Келси в штате Нью-Йорк (1820-е годы), по другой — в честь скаковой лошади, которая, в свою очередь, была названа в честь помощника Наполеона, генерала Кристофа Дюрока.
Современная порода Дюрок появилась в 1850 году от скрещивания красной джерсийской породы и старого нью-йоркского дюрока. Показы породы на выставках начались в 1950-х годах. Дюроков в основном выращивают на мясо и ценят за их выносливость и быстрый рост мяса, в то же время мясо достаточно плотное.
Первой свиньей с расшифрованным ДНК стала свинка породы Дюрок по кличке T.J. Tabasco.

## Особенности кормления и содержания
Требовательность к условиям содержания и кормления можно смело относить к недостаткам чистопородных свиней. Эти животные не приспособлены к содержанию на пастбищах, если пастбища находятся не на Среднем Западе. Тонкая жировая прослойка не защищает от холода и жары. Свинарник для дюроков должен быть с хорошей теплоизоляцией для тепла зимой и прохлады летом. В теплое время этих свиней можно также держать в загоне под навесом. Кроме теплоизоляции свинарник должен быть оборудован хорошей вентиляцией. Дюроки склонны к атрофическому риниту. Возбудитель заболевания сохраняется в подстилке, поэтому свиньи должны максимум времени проводить на свежем воздухе в загоне.

## Описание
Изначально свиньи породы дюрок были больших размеров, но в настоящее время это порода среднего размера с умеренно длинным телом и слегка выпуклой мордой. Уши висячие и не держатся прямо. Цвет шкуры коричневый с оранжевым отливом, варьируется от светло-золотистого оттенка до насыщенного цвета красного дерева. Вес взрослого хряка составляет около 400 кг, а свиноматки — около 350 кг.
С плодовитостью дела обстоят хуже. Она находится на среднем уровне: свиноматка приносит 8-11 поросят. При рождении поросенок дюрок весит около 1,5 кг. Убойный вес 100 кг набирает за 6-7 месяцев при среднесуточном привесе 580-743 г. Кормовые затраты составляют 3,7-3,8 кормовых единиц на 1 кг привеса. 
При относительно малой плодовитости дюрок ценится как улучшатель качества мяса у других пород. Его часто используют для скрещивания с беконной породой Ландрас. Гибриды получаются быстрорастущими, более крупными, чем производители, и с большим процентом мяса с туши. В 2015 году в Россию снова завезли из Канады партию чистопородных дюроков линии Талент для скрещивания их с  Крупной белой. Среднесуточные привесы гибридов должны будут достигать 1 кг.

## Перспективы породы в России
Перспективы чистопородных дюроков в России довольно печальны. Из-за прихотливости в содержании и кормлении разводить их смогут лишь племенные центры. У гибридов с другими породами есть все шансы занять достойное место на рынке свиной продукции. Поэтому дюроки в России были, есть и будут, но использовать племенных животных будут для промышленного разведения мясных и беконных кроссов. 